# إدوارد جرينسبان
إدوارد جرينسبان (بالإنجليزية: Edward Greenspan) (و. 1944 – 2014 م) هو محامي كندي، ولد في نيغارا فولز، أونتاريو، توفي في فينيكس، أريزونا، عن عمر يناهز 70 عاماً، بسبب قصور القلب.

## التعليم
تعلم في جامعة تورنتو، وكلية الحقوق لقاعة أوسغوود ‏.